# Камполатаро
Камполатаро је насеље у Италији у округу Беневенто, региону Кампанија.
Према процени из 2011. у насељу је живело 517 становника. Насеље се налази на надморској висини од 470 м.

## Становништво
| 1951. | 1961. | 1971. | 1981. | 1991. | 2001. | 2011. |
| ----- | ----- | ----- | ----- | ----- | ----- | ----- |
| 1.808 | 1.508 | 1.219 | 1.217 | 1.191 | 1.135 | 1.084 |